# Élections sénatoriales de 1989 dans le Cher
Les élections sénatoriales dans le Cher ont lieu le dimanche 24 septembre 1989. 
Elles ont pour but d'élire les sénateurs représentant le département au Sénat pour un mandat de neuf ans.

## Contexte départemental
Lors des élections sénatoriales du 28 septembre 1980 dans le Cher, deux sénateurs UDF sont élus, Jacques Genton et Charles Durand remplacé par Pierre Sicard à la suite de son décès le 28 mars 1983.
Depuis, tous les effectifs du collège électoral des grands électeurs sont renouvelés, avec les élections législatives de 1988 dans le Cher, les élections régionales françaises de 1986, les élections cantonales de 1985 et 1988 et les élections municipales françaises de 1989.

## Rappel des résultats de 1980
| Candidat et parti politique | Candidat et parti politique | Candidat et parti politique | Premier tour | Premier tour | Second tour | Second tour |
| Candidat et parti politique | Candidat et parti politique | Candidat et parti politique | Voix         | %            | Voix        | %           |
| --------------------------- | --------------------------- | --------------------------- | ------------ | ------------ | ----------- | ----------- |
|                             | Jacques Genton              | UDF                         | 456          | 57,43        |             |             |
|                             | Charles Durand              | UDF                         | 213          | 26,83        | 436         | 59,64       |
|                             | Madeleine Bilblau           | PCF                         | 198          | 24,94        | 295         | 40,36       |
|                             | Maxime Camuzat              | PCF                         | 171          | 21,54        | Retrait     | Retrait     |
|                             | Michel Renoux               | DVD                         | 159          | 20,03        | Retrait     | Retrait     |
|                             | André Cormon                | PS                          | 141          | 17,76        | Retrait     | Retrait     |
|                             | Antoine de Voguë            | DVD                         | 126          | 15,87        | Retrait     | Retrait     |
|                             | Albert Martineau            | PS                          | 124          | 15,62        | Retrait     | Retrait     |
|                             |                             |                             |              |              |             |             |
| Inscrits                    | Inscrits                    | Inscrits                    | 810          | 100,00       | 810         | 100,00      |
| Abstentions                 | Abstentions                 | Abstentions                 | 2            | 0,25         | 3           | 0,25        |
| Votants                     | Votants                     | Votants                     | 808          | 99,75        | 808         | 99,75       |
| Blancs et nuls              | Blancs et nuls              | Blancs et nuls              | 14           | 1,73         | 77          | 9,53        |
| Exprimés                    | Exprimés                    | Exprimés                    | 794          | 98,27        | 731         | 90,47       |

## Sénateurs sortants
| Sénateur | Sénateur       | Parti | Fonctions lors de l'élection en 1980                                                          |
| -------- | -------------- | ----- | --------------------------------------------------------------------------------------------- |
|          | Jacques Genton | UDF   | Sénateur sortant, président du Conseil général du Cher, conseiller général, maire de Sancerre |
|          | Pierre Sicard  | UDF   | Conseiller général du canton de Lury-sur-Arnon, maire de Preuilly                             |

## Candidats
Dans le Cher, les sénateurs sont élus au scrutin majoritaire à deux tours. 
| Candidats | Candidats         | Parti | Principale fonction                                                                           |
| --------- | ----------------- | ----- | --------------------------------------------------------------------------------------------- |
|           | Maxime Camuzat    | PCF   | Conseiller général, maire de Saint-Germain-du-Puy                                             |
|           | Roger Jacquet     | PCF   | Conseiller général, maire de Saint-Florent-sur-Cher                                           |
|           | Alain Rafesthain  | PS    | Maire de Fussy                                                                                |
|           | André Cormon      | PS    | Conseiller régional, conseiller municipal de Mehun-sur-Yèvre                                  |
|           | Jacques Genton    | UDF   | Sénateur sortant, président du Conseil général du Cher, conseiller général, maire de Sancerre |
|           | Henry Doucet      | UDF   | Maire de Vailly-sur-Sauldre                                                                   |
|           | Serge Vinçon      | RPR   | Maire de Saint-Amand-Montrond                                                                 |
|           | René Dubreuil     | RPR   | Conseiller régional, conseiller général, maire du Châtelet                                    |
|           | Jean Boinvilliers | RPR   | Maire de Brinon-sur-Sauldre                                                                   |
|           | Max Albizzati     | DVD   | Conseiller municipal de Vierzon                                                               |
|           | Pierre Signargout | DVD   | Conseiller général du canton de Levet                                                         |

## Résultats
Les nouveaux représentants sont élus pour une législature de 9 ans au suffrage universel indirect par les 878 grands électeurs du département.
| Candidat et parti politique | Candidat et parti politique | Candidat et parti politique | Premier tour | Premier tour | Second tour | Second tour |
| Candidat et parti politique | Candidat et parti politique | Candidat et parti politique | Voix         | %            | Voix        | %           |
| --------------------------- | --------------------------- | --------------------------- | ------------ | ------------ | ----------- | ----------- |
|                             | Jacques Genton              | UDF                         | 487          | 56,30        |             |             |
|                             | Serge Vinçon                | RPR                         | 409          | 47,28        | 558         | 70,63       |
|                             | Alain Rafesthain            | PS                          | 173          | 20           | 232         | 29,37       |
|                             | Maxime Camuzat              | PCF                         | 142          | 16,42        | Retrait     | Retrait     |
|                             | André Cormon                | PS                          | 138          | 15,95        | Retrait     | Retrait     |
|                             | Roger Jacquet               | PCF                         | 132          | 15,26        | Retrait     | Retrait     |
|                             | René Dubreuil               | RPR diss.                   | 98           | 11,33        | Retrait     | Retrait     |
|                             | Max Albizzati               | DVD                         | 40           | 4,62         | Retrait     | Retrait     |
|                             | Jean Boinvilliers           | RPR diss.                   | 38           | 4,39         | Retrait     | Retrait     |
|                             | Pierre Signargout           | DVD                         | 19           | 2,20         | Retrait     | Retrait     |
|                             | Henry Doucet                | UDF                         | 18           | 2,08         | Retrait     | Retrait     |
|                             |                             |                             |              |              |             |             |
| Inscrits                    | Inscrits                    | Inscrits                    | 878          | 100,00       | 878         | 100,00      |
| Abstentions                 | Abstentions                 | Abstentions                 | 10           | 1,14         | 12          | 0,77        |
| Votants                     | Votants                     | Votants                     | 868          | 98,86        | 866         | 99,77       |
| Blancs et nuls              | Blancs et nuls              | Blancs et nuls              | 3            | 0,35         | 76          | 2,07        |
| Exprimés                    | Exprimés                    | Exprimés                    | 865          | 99,65        | 790         | 91,01       |